# 6780 Бородін
6780 Бородін (6780 Borodin) — астероїд головного поясу, відкритий 2 березня 1990 року.
Тіссеранів параметр щодо Юпітера — 3,603.